# 切莱雷
切莱雷（義大利語：Cellere），是意大利维泰博省的一个市镇。总面积37.16平方公里，人口1288人，人口密度34.7人/平方公里（2009年）。ISTAT代码为056020。